# Susanna Moore

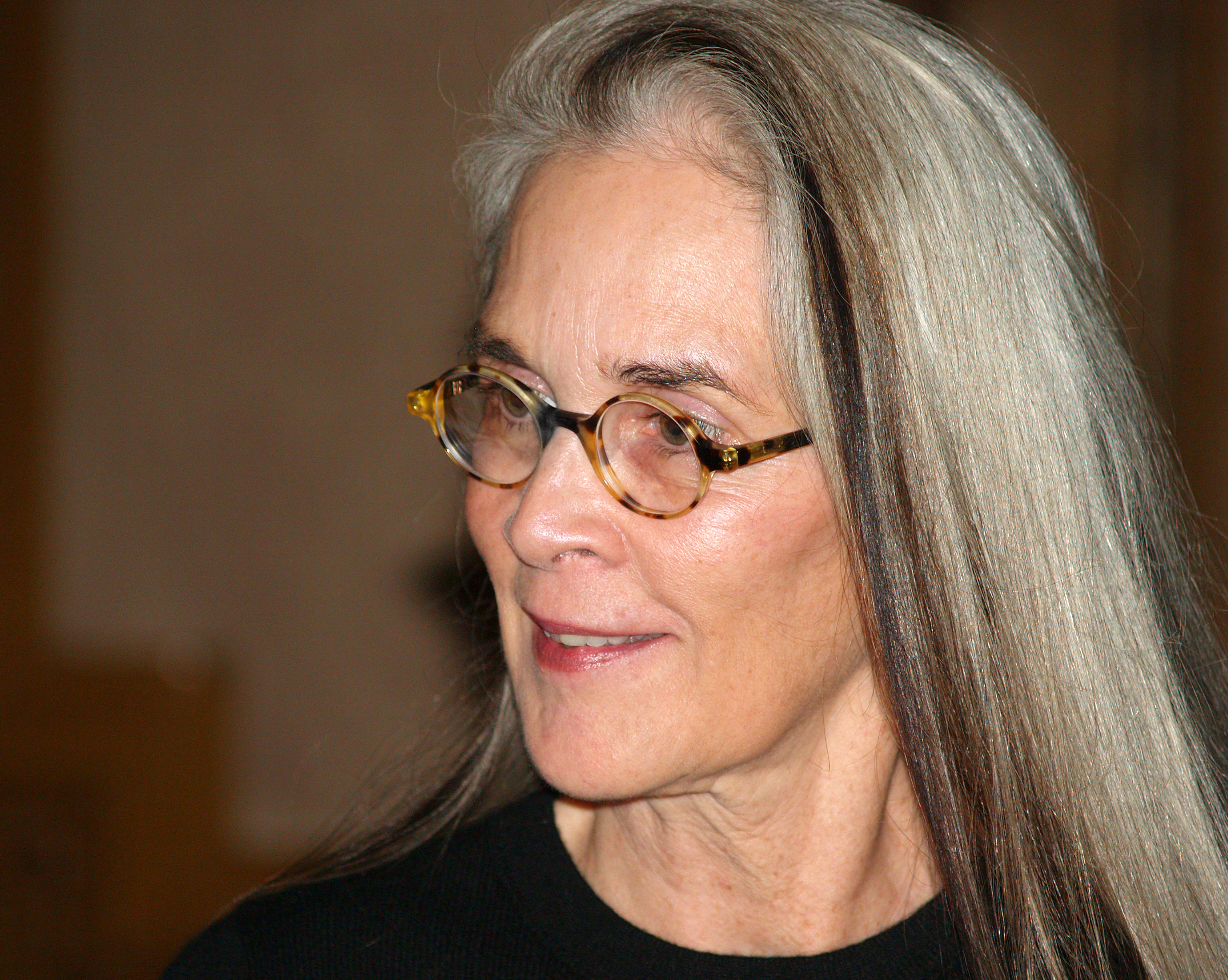
Susanna Moore

Susanna Moore (* 9. Dezember 1945 in Bryn Mawr, Pennsylvania) ist eine amerikanische Schriftstellerin.

## Leben
Susanna Moore, mit vier Geschwistern in Hawaii aufgewachsen, war u. a. als Schauspielerin und Model tätig, bevor sie zu schreiben begann. 1982 wurde ihr erster  Roman veröffentlicht. Bekannt wurde sie insbesondere mit dem Thriller Aufschneider über einen Mord in New York City, der 2003 verfilmt wurde. 2003 erschien mit I Myself Have Seen It ihr Selbstporträt einer Kindheit und Jugend auf Hawaii.
Moore erhielt 1999 den Academy Award in Literature von der American Academy of Arts and Letters. von der American Academy in Berlin bekam sie 2006 ein halbjähriges Arbeitsstipendium, wo sie ihr Buch The Life of Objects zu schreiben begann. Sie lebt in New York City.

## Werke (auf Deutsch)
- Mein Herzenskind. Roman. Knaur, München 1985
  - Neuübersetzung als: Inselmusik. Rowohlt, Reinbek 2000; dtv, München 2003, ISBN 3-423-20670-5
- Aufschneider. Roman. Rowohlt, Reinbek 1995; dtv, München 2003, ISBN 3-423-20627-6
- Die unzuverlässigste Sache der Welt. Roman. Rowohlt, Reinbek 1999; dtv, München 2005, ISBN 3-423-20780-9
- Abschied vom Haifischgott. Roman. Rowohlt, Reinbek 1999; dtv, München 2005, ISBN 3-423-20852-X
- Gefährliche Wasser. Roman. Zsolnay, Wien 2005; dtv, München 2007, ISBN 978-3-423-21001-0
- Lichtjahre oder Ein Mädchen auf Hawaii. Mare, Hamburg 2006, ISBN 3-936384-28-2
- Big Girls. Atrium, Hamburg 2009, ISBN 978-3-85535-504-4